# Eich von Niederbrechen
Eich von Niederbrechen este o arie protejată (arie specială de conservare — SAC, sit de importanță comunitară — SCI) din Germania întinsă pe o suprafață de 30,19 ha, integral pe uscat.

## Localizare
Centrul sitului Eich von Niederbrechen este situat la coordonatele 50°22′04″N 8°08′44″E / 50.3678°N 8.1456°E.

## Înființare
Situl Eich von Niederbrechen a fost declarat sit de importanță comunitară în iunie 2000 pentru a proteja 16 specii de animale. Situl a fost protejat și ca arie specială de conservare în martie 2008.

## Biodiversitate
Situată în ecoregiunea continentală, aria protejată conține 4 habitate naturale: Pajiști carstice calcaroase sau bazofile, de Alysso-Sedion albi, Pajiști uscate seminaturale și facies de acoperire cu tufișuri pe substraturi calcaroase (Festuco-Brometalia) (* situri importante pentru orhidee), Fânețe de joasă altitudine (Alopecurus pratensis, Sanguisorba officinalis), Păduri aluvionare cu Alnus glutinosa și Fraxinus excelsior (Alno-Padion, Alnion incanae, Salicion albae).
La baza desemnării sitului se află mai multe specii protejate de  păsări (16): rață lingurar (Anas clypeata), rață mică (Anas crecca crecca), rață fluierătoare (Anas penelope), gâscă cenușie (Anser anser), Ardea cinerea cinerea, Charadrius dubius curonicus, erete de stuf (Circus aeruginosus), erete vânăt (Circus cyaneus), presură de stuf (Emberiza schoeniclus), Falco peregrinus peregrinus, becațină comună (Gallinago gallinago), Grus grus grus, pescăruș râzător (Larus ridibundus), pietrar sur (Oenanthe oenanthe), vultur pescar (Pandion haliaetus), bătăuș (Philomachus pugnax).
Pe lângă speciile protejate, pe teritoriul sitului au mai fost identificate 10 specii de plante, 1 specie de păsări, 1 specie de mamifere, 9 specii de nevertebrate, 2 specii de reptile.